# Saint-Germain-Laval, Loire
Saint-Germain-Laval är en kommun i departementet Loire i regionen Auvergne-Rhône-Alpes i centrala Frankrike. Kommunen ligger i kantonen Saint-Germain-Laval som tillhör arrondissementet Roanne. År 2022 hade Saint-Germain-Laval 1 594 invånare.

## Befolkningsutveckling
Antalet invånare i kommunen Saint-Germain-Laval
| Referens: INSEE |